# World Aquatics
La World Aquatics, conosciuta fino al 2022 come Federazione internazionale di nuoto (Fédération internationale de natation quale sua denominazione ufficiale in francese) e con l'acronimo FINA, è l'organizzazione che promuove la pratica del nuoto in ogni sua forma e coordina l'attività agonistica internazionale degli sport del nuoto, del nuoto artistico, dei tuffi e della pallanuoto.
Si tratta di un'associazione di federazioni nazionali, con 209 affiliati al 2023. Ha sede a Losanna, in Svizzera. È l'organizzatrice ufficiale dei Campionati mondiali di nuoto, istituiti nel 1973, e, nel 2019, del FINA Champions Swim Series, una competizione con i migliori nuotatori del mondo, scelti tra vincitori olimpici, campioni mondiali e detentori di record.

## Storia
La Féderation internationale de natation amateur (da cui l'acronimo FINA) fu fondata il 19 luglio 1908 presso l'hotel Manchester a Londra, durante lo svolgimento della IV Olimpiade. I paesi fondatori furono Belgio, Danimarca, Finlandia, Germania, Regno Unito, Svezia e Ungheria.
Nel corso degli anni novanta, con l'eliminazione della distinzione tra dilettanti e professionisti nell'ambito degli sport olimpici, la parola amateur (dilettante) è stata tolta dalla denominazione ufficiale, pur mantenendo la sigla FINA. Il Presidente è dal 2021 il kuwaitiano Husain al-Musallam, succeduto all'uruguaiano Julio Maglione. Tale carica ha poteri più che altro simbolici e rappresentativi, non potendo per esempio far valere il proprio voto al fine di un'assegnazione ad una città di un mondiale o di un altro evento sotto egida FINA.

Logo federale prima del cambio di denominazione in World Aquatics

Il 12 dicembre 2022 il Congresso Straordinario della FINA tenutosi a Melbourne (AUS) in concomitanza dei Campionati Mondiali di Nuoto in vasca corta 2022 ha deliberato il cambio di nome da FINA a World Aquatics, che è diventato pienamente effettivo con i primi eventi dell'anno 2023, mentre si è proceduto immediatamente all'aggiornamento delle risorse digitali. Il nuovo sito web è stato lanciato in concomitanza con i Campionati mondiali di nuoto in programma a Fukuoka dal 14 al 30 luglio 2023.

## Membri

Federazioni nazionali membri FINA

Fanno parte della FINA 209 federazioni nazionali, raggruppate secondo le cinque federazioni continentali:
- Amateur Swimming Union of the Americas (ASUA) - Americhe
- Asian Amateur Swimming Federation (AASF) - Asia
- Confédération Africaine de Natation (CANA) - Africa
- European Aquatics (LEN) - Europa
- Oceania Swimming Association (OSA) - Oceania

## Organizzazione
La FINA è organizzata secondo i seguenti organi e cariche:
- assemblea generale
- ufficio direttivo
- comitato esecutivo
- presidente
- vice-presidenti
- segretario
- tesoriere

L'assemblea generale elegge i 22 membri dell'ufficio direttivo. Quindici di questi membri sono scelti secondo un preciso criterio continentale: 3 rappresentanti dell'Africa, 4 delle Americhe, 3 dell'Asia, 4 dell'Europa e 1 dell'Oceania, mentre gli altri sette sono scelti tenendo conto che non è possibile avere due rappresentanti di uno stesso Paese. L'Assemblea sceglie tra di essi un presidente e cinque vice-presidenti, sulla base della rappresentanza continentale e il tesoriere onorario.
Per il quadriennio 2021-2025 le cariche sono ricoperte da:
- presidente:  Husain Al-Musallam
- primo vice-presidente:  Sam Ramsamy
- secondo vice-presidente:  Matthew Dunn
- tesoriere:  Dale Neuburger
- vice-presidenti:
  -  Paolo Barelli
  -  Zhou Jihong
  -  Juan Carlos Orihuela

### Presidenti
| Periodo   | Nazione     | Presidente             |
| --------- | ----------- | ---------------------- |
| 1908-1924 | Regno Unito | George Hearn           |
| 1924-1928 | Svezia      | Erik Bergvall          |
| 1928-1932 | Francia     | Émile-Georges Drigny   |
| 1932-1936 | Germania    | Walther Binner         |
| 1936-1948 | Regno Unito | Harold Fern            |
| 1948-1952 | Belgio      | René de Raeve          |
| 1952-1956 | Argentina   | M. L. Negri            |
| 1956-1960 | Paesi Bassi | Jan de Vries           |
| 1960-1964 | Germania    | Max Ritter             |
| 1964-1968 | Australia   | William Berge Phillips |
| 1968-1972 | Messico     | Javier Ostos Mora      |
| 1972-1976 | Stati Uniti | Harold Henning         |
| 1976-1980 | Messico     | Javier Ostos Mora      |
| 1980-1984 | Jugoslavia  | Ante Lambaša           |
| 1984-1988 | Stati Uniti | Robert Helmick         |
| 1988-2009 | Algeria     | Mustapha Larfaoui      |
| 2009-2021 | Uruguay     | Julio Maglione         |
| 2021-     | Kuwait      | Husain Al-Musallam     |

## Competizioni
La FINA organizza le seguenti competizioni:
- Campionati mondiali di nuoto (World Aquatics Championships): sono il principale evento organizzato dalla Federazione, si volgono ogni due anni e includono tutte le discipline.

Campionati mondiali di nuoto masters (tutte le discipline)
- Nuoto:

Campionati mondiali di nuoto in vasca corta
Campionati mondiali giovanili di nuoto
Coppa del Mondo di nuoto
- Fondo:

Campionati mondiali di nuoto di fondo (aboliti)
Campionati mondiali giovanili di nuoto di fondo
- Pallanuoto:

World Cup
World League
Campionato mondiale giovanile di pallanuoto
World Water Polo Development Trophy
- Tuffi:

Coppa del Mondo di tuffi
Diving World Series
Grand Prix di tuffi
- Nuoto artistico:

Synchronized Swimming World Trophy